# NT Live

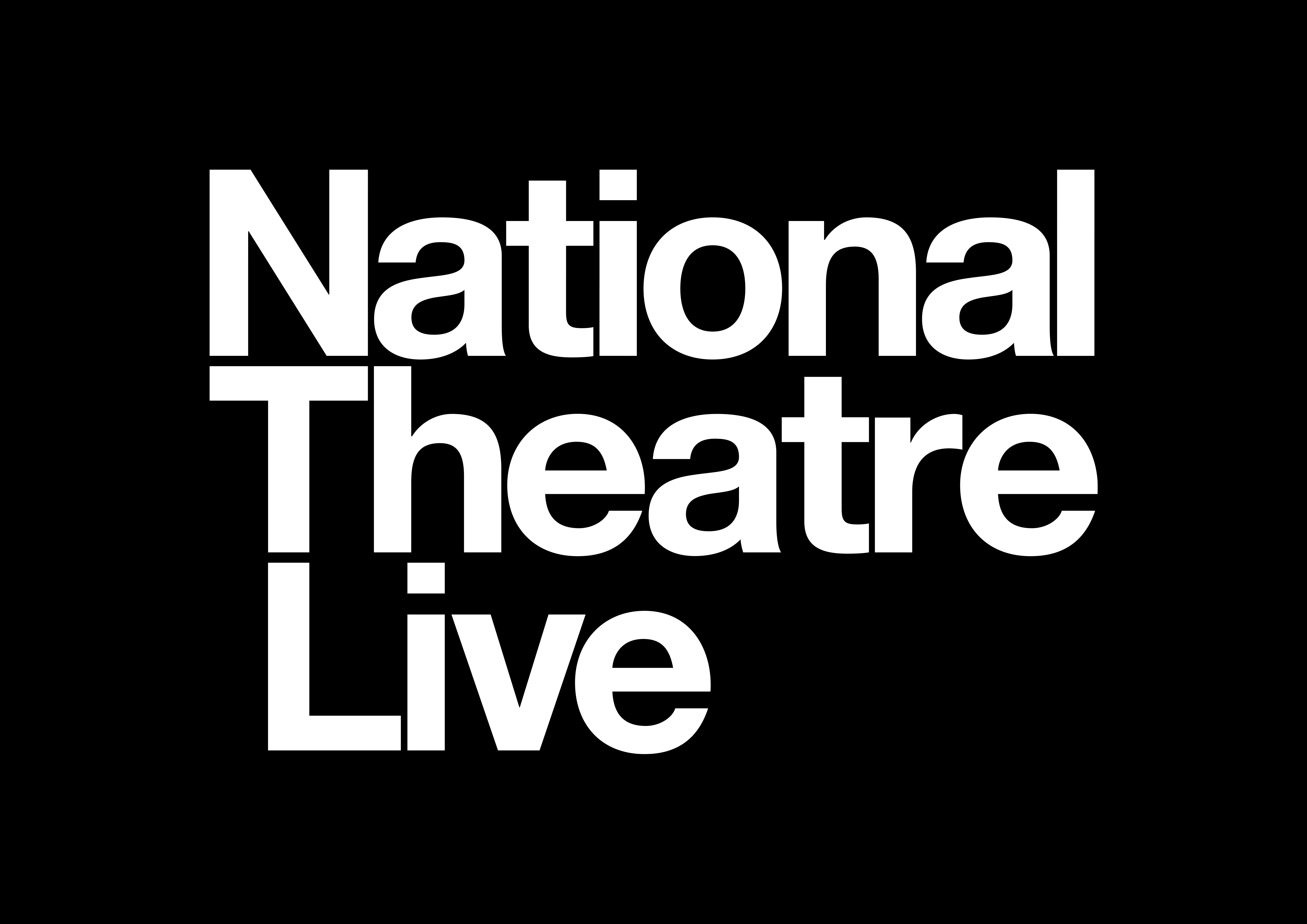
Logo NT Live

NT Live (National Theatre Live) je služba společnosti Aerofilms, která v roce 2011 zprostředkovává přímé přenosy z Národního divadla v Londýně.

## Přímé přenosy

### Rok 2010
- 14.10.2010 Mizející číslo
- 09.12.2010 Hamlet

### Rok 2011
- 13.01.2011 FELA!
- 03.02.2011 Král Lear
- 17.03.2011 Frankenstein
- 30.06.2011 Višňový sad

### Rok 2020
- 20. 02. 2020 Cyrano z Bergeracu (kino Aero, Bio Oko)
- 02. 03. 2020 Cyrano z Bergeracu (kino Světozor)
- 19. 03. 2020 Cyrano z Bergeracu (kino Aero)
- 23. 03. 2020 Cyrano z Bergeracu (Bio Oko)
- 26. 03. 2020 Cyrano z Bergeracu (kino Aero)
- 30. 03. 2020 Potvora (Bio Oko)
- 01. 04. 2020 Cyrano z Bergeracu (kino Světozor)
- 21. 05. 2020 Nebeská klenba (kino Aero)

## NT Live v Londýně
V sezoně 2009–2010, národní divadlo v Londýně začalo vysílat NTLive, program  NTLive je  živá produkce v kinech jiných městech, nejprve ve Spojeném království a pak mezinárodně. V první sezóně se takto prezentovali tři hry. V sezóně 2010–2011 se vysílají i jiné společnosti. 
NT má roční obrat přibližně 54 000 000 liber (2008–2009). Příjem z této výdělečné činnosti tvoří přibližně 54 % z celkového počtu (34 % – prodej letenek, 20 % – příjem z restaurací, knihkupectví a dalších. 
35 % těchto příjmů získává podporou od Arts Council a dalších státních dotací a zbývajících 11 % pochází od dalších soukromníků, firem a institucí.